# Альбін Екдаль
Альбін Екдаль (швед. Albin Ekdal, нар. 28 липня 1989, Стокгольм) — шведський футболіст, півзахисник клубу «Юргорден».

## Клубна кар'єра
Народився 28 липня 1989 року в місті Стокгольм. Вихованець футбольної школи клубу «Броммапойкарна». Дорослу футбольну кар'єру розпочав 2007 року в основній команді того ж клубу, в якій провів півтора сезони, взявши участь у 24 матчах чемпіонату.
Там він справив сильне враження на скаута італійського «Ювентуса» Паскуале Сенсібіле і влітку 2008 року Екдаль підписав з туринським клубом контракт на 4 роки із зарплатою 600 тисяч євро на рік. Дебютував в Серії А 18 жовтня 2008 року в матчі проти «Наполі», в якому він вийшов на поле на 75-й хвилині, замінивши Крістіана Поульсена.
Не пробившись до основи «старої сеньйори» (3 матчі в чемпіонаті за сезон), 15 липня 2009 року швед був відданий в оренду в «Сієну» на наступний сезон. Альбін зіграв в 27 матчах за клуб і забив 1 гол, проте клуб проте вилетів із Серії А.
По завершенні оренди, 28 червня 2010 року «Ювентус» продав 50 % своїх прав на Екдаля «Болоньї» з умовою, що кожен рік обидва клуби будуть погоджувати умови його виступу в наступному сезоні. Скориставшись цим пунктом, у липні 2011 року Екдаль повернувся до «Ювентусу», але вже 20 серпня 2011 року Екдаль приєднався до «Кальярі» на правах співвласності. По завершенні сезону «червоно-сині» повністю викупили контракт гравця.
Всього відіграв за головну команду Сардинії чотири сезони своєї ігрової кар'єри. Більшість часу, проведеного у складі «Кальярі», був основним гравцем команди, зігравши у 122 матчах в усіх турнірах і покинув клуб лише після його вильоту з Серії А за підсумками сезону 2014/15.
18 липня 2015 року Екдаль за 4,5 млн. євро перейшов в німецький «Гамбург», підписавши контракт на 4,5 млн із зарплатнею 600 тисяч євро за сезон. Відіграв у Німеччині три сезони, маючи у команді статус гравця ротації.
Влітку 2018 року повернувся до Італії, ставши гравцем «Сампдорії», якій трансфер гравця обійшовся у 2,5 мільйони євро. У складі генуезців протягом наступних чотирьох років був серед гравців основного складу.
Залишивши «Сампдорію» у липні 2022 року, досвідчений півзахисник продовжив кар'єру в Італії, уклавши дворічний контракт зі «Спецією».
30 грудня 2023 року повернувся до Швеції, підписавши угоду зі столичним «Юргорденом».

## Виступи за збірні
2006 року дебютував у складі юнацької збірної Швеції, взяв участь у 31 грі на юнацькому рівні, відзначившись 7 забитими голами.
Протягом 2008—2011 років залучався до складу молодіжної збірної Швеції. На молодіжному рівні зіграв у 12 офіційних матчах, забив 2 голи.
10 серпня 2011 року дебютував в офіційних матчах у складі національної збірної Швеції в товариському матчі зі збірною України (1:0), вийшовши на заміну на 60 хвилині замість Себастіана Ларссона. 
Був включений до заявки збірної для участі у фінальній частині чемпіонату Європи 2016 року у Франції, а за два роки — до заявки на чемпіонат світу 2018 року. На обох турнірах був основним гравцем національної команди.
Також брав участь в усіх іграх шведів на Євро-2020, яке проходило влітку 2021 року та завершилося для них поразкою в 1/8 фіналу від України.
| Дата       | Місто           | Господарі         | Результат  | Гості              | Турнір                               | Голи | Примітки       |
| ---------- | --------------- | ----------------- | ---------- | ------------------ | ------------------------------------ | ---- | -------------- |
| 10-8-2011  | Харків          | Україна           | 0 – 1      | Швеція             | товариський матч                     | -    | 60'            |
| 6-9-2012   | Гельсінгборг    | Швеція            | 1 – 0      | КНР                | товариський матч                     | -    | 46'            |
| 3-6-2013   | Мальме          | Швеція            | 1 – 0      | Північна Македонія | товариський матч                     | -    |                |
| 11-6-2013  | Стокгольм       | Швеція            | 2 – 0      | Фарерські острови  | Відбір до ЧС 2014                    | -    |                |
| 14-8-2013  | Стокгольм       | Швеція            | 4 – 2      | Норвегія           | товариський матч                     | -    | 60'            |
| 6-9-2013   | Дублін          | Ірландія          | 1 – 2      | Швеція             | Відбір до ЧС 2014                    | -    |                |
| 10-9-2013  | Астана          | Казахстан         | 0 – 1      | Швеція             | Відбір до ЧС 2014                    | -    |                |
| 5-3-2014   | Анкара          | Туреччина         | 2 – 1      | Швеція             | товариський матч                     | -    |                |
| 4-9-2014   | Стокгольм       | Швеція            | 2 – 0      | Естонія            | товариський матч                     | -    | 46'            |
| 8-9-2014   | Відень          | Австрія           | 1 – 1      | Швеція             | Відбір до ЧЄ 2016                    | -    |                |
| 12-10-2014 | Стокгольм       | Швеція            | 2 – 0      | Ліхтенштейн        | Відбір до ЧЄ 2016                    | -    |                |
| 15-11-2014 | Подгориця       | Чорногорія        | 1 – 1      | Швеція             | Відбір до ЧЄ 2016                    | -    |                |
| 18-11-2014 | Марсель         | Франція           | 1 – 0      | Швеція             | товариський матч                     | -    | 46'            |
| 27-3-2015  | Кишинів         | Молдова           | 0 – 2      | Швеція             | Відбір до ЧЄ 2016                    | -    |                |
| 31-3-2015  | Стокгольм       | Швеція            | 3 – 1      | Іран               | товариський матч                     | -    |                |
| 8-6-2015   | Осло            | Норвегія          | 0 – 0      | Швеція             | товариський матч                     | -    |                |
| 14-6-2015  | Стокгольм       | Швеція            | 3 – 1      | Чорногорія         | Відбір до ЧЄ 2016                    | -    |                |
| 5-9-2015   | Москва          | Росія             | 1 – 0      | Швеція             | Відбір до ЧЄ 2016                    | -    |                |
| 8-9-2015   | Стокгольм       | Швеція            | 1 – 4      | Австрія            | Відбір до ЧЄ 2016                    | -    |                |
| 9-10-2015  | Вадуц           | Ліхтенштейн       | 0 – 2      | Швеція             | Відбір до ЧЄ 2016                    | -    |                |
| 24-3-2016  | Анталія         | Туреччина         | 2 – 1      | Швеція             | товариський матч                     | -    |                |
| 5-6-2016   | Стокгольм       | Швеція            | 3 – 0      | Уельс              | товариський матч                     | -    |                |
| 13-6-2016  | Сен-Дені        | Ірландія          | 1 – 1      | Швеція             | ЧЄ 2016 - 1-й етап                   | -    | 86'            |
| 17-6-2016  | Тулуза          | Італія            | 1 – 0      | Швеція             | ЧЄ 2016 - 1-й етап                   | -    | 79'            |
| 22-6-2016  | Ніцца           | Швеція            | 0 – 1      | Бельгія            | ЧЄ 2016 - 1-й етап                   | -    | 33'            |
| 7-10-2016  | Люксембург      | Люксембург        | 0 – 1      | Швеція             | Відбір до ЧС 2018                    | -    | 80'            |
| 10-10-2016 | Стокгольм       | Швеція            | 3 – 0      | Болгарія           | Відбір до ЧС 2018                    | -    |                |
| 11-11-2016 | Сен-Дені        | Франція           | 2 – 1      | Швеція             | Відбір до ЧС 2018                    | -    | 66'            |
| 25-3-2017  | Стокгольм       | Швеція            | 4 – 0      | Білорусь           | Відбір до ЧС 2018                    | -    | 69'            |
| 9-6-2017   | Стокгольм       | Швеція            | 2 – 1      | Франція            | Відбір до ЧС 2018                    | -    | 77'            |
| 31-8-2017  | Софія (місто)   | Болгарія          | 3 – 2      | Швеція             | Відбір до ЧС 2018                    | -    | 70'            |
| 10-11-2017 | Стокгольм       | Швеція            | 1 – 0      | Італія             | Відбір до ЧС 2018                    | -    | 57'            |
| 2-6-2018   | Стокгольм       | Швеція            | 0 – 0      | Данія              | товариський матч                     | -    | 46'            |
| 9-6-2018   | Гетеборг        | Швеція            | 0 – 0      | Перу               | товариський матч                     | -    | 82'            |
| 18-6-2018  | Нижній Новгород | Швеція            | 1 – 0      | Південна Корея     | ЧС 2018 - 1-й етап                   | -    | 71'            |
| 23-6-2018  | Сочі            | Німеччина         | 2 – 1      | Швеція             | ЧС 2018 - 1-й етап                   | -    | 52'            |
| 27-6-2018  | Єкатеринбург    | Мексика           | 0 – 3      | Швеція             | ЧС 2018 - 1-й етап                   | -    | 80'            |
| 3-7-2018   | Санкт-Петербург | Швеція            | 1 – 0      | Швейцарія          | ЧС 2018 - 1/8 фіналу                 | -    |                |
| 7-7-2018   | Самара          | Швеція            | 0 – 2      | Англія             | ЧС 2018 - чвертьфінал                | -    |                |
| 10-9-2018  | Стокгольм       | Швеція            | 2 – 3      | Туреччина          | Ліга націй УЄФА 2018-2019 - 1-й етап | -    | 56'            |
| 16-10-2018 | Стокгольм       | Швеція            | 1 – 1      | Словаччина         | товариський матч                     | -    | 82'            |
| 17-11-2018 | Ескішехір       | Туреччина         | 0 – 1      | Швеція             | Ліга націй УЄФА 2018-2019 - 1-й етап | -    | 48' 81'        |
| 26-3-2019  | Осло            | Норвегія          | 3 – 3      | Швеція             | Відбір до ЧЄ 2020                    | -    | 66'            |
| 7-6-2019   | Стокгольм       | Швеція            | 3 – 0      | Мальта             | Відбір до ЧЄ 2020                    | -    | кап. 77'       |
| 10-6-2019  | Мадрид          | Іспанія           | 3 – 0      | Швеція             | Відбір до ЧЄ 2020                    | -    | кап. 86'       |
| 5-9-2019   | Торсгавн        | Фарерські острови | 0 – 4      | Швеція             | Відбір до ЧЄ 2020                    | -    | 63'            |
| 8-9-2019   | Стокгольм       | Швеція            | 1 – 1      | Норвегія           | Відбір до ЧЄ 2020                    | -    | 66' 84'        |
| 12-10-2019 | Та-Калі         | Мальта            | 0 – 4      | Швеція             | Відбір до ЧЄ 2020                    | -    | 63'            |
| 15-10-2019 | Стокгольм       | Швеція            | 1 – 1      | Іспанія            | Відбір до ЧЄ 2020                    | -    | 83'            |
| 15-11-2019 | Бухарест        | Румунія           | 0 – 2      | Швеція             | Відбір до ЧЄ 2020                    | -    |                |
| 5-9-2020   | Стокгольм       | Швеція            | 0 – 1      | Франція            | Ліга націй УЄФА 2020-2021 - 1-й етап | -    |                |
| 8-9-2020   | Стокгольм       | Швеція            | 0 – 2      | Португалія         | Ліга націй УЄФА 2020-2021 - 1-й етап | -    | 90'            |
| 11-10-2020 | Загреб          | Хорватія          | 2 – 1      | Швеція             | Ліга націй УЄФА 2020-2021 - 1-й етап | -    | 83'            |
| 14-10-2020 | Лісабон         | Португалія        | 3 – 0      | Швеція             | Ліга націй УЄФА 2020-2021 - 1-й етап | -    | 36'            |
| 14-11-2020 | Стокгольм       | Швеція            | 2 – 1      | Хорватія           | Ліга націй УЄФА 2020-2021 - 1-й етап | -    | 86'            |
| 25-3-2021  | Стокгольм       | Швеція            | 1 – 0      | Грузія             | Відбір до ЧС 2022                    | -    | 68' 73'        |
| 5-6-2021   | Стокгольм       | Швеція            | 3 – 1      | Вірменія           | товариський матч                     | -    | 70'            |
| 14-6-2021  | Севілья         | Іспанія           | 0 – 0      | Швеція             | ЧЄ 2020 - 1-й етап                   | -    |                |
| 18-6-2021  | Санкт-Петербург | Швеція            | 1 – 0      | Словаччина         | ЧЄ 2020 - 1-й етап                   | -    | 88'            |
| 23-6-2021  | Санкт-Петербург | Швеція            | 3 – 2      | Польща             | ЧЄ 2020 - 1-й етап                   | -    |                |
| 29-6-2021  | Глазго          | Швеція            | 1 – 2 д.ч. | Україна            | ЧЄ 2020 - 1/8 фіналу                 | -    |                |
| 2-9-2021   | Стокгольм       | Швеція            | 2 – 1      | Іспанія            | Відбір до ЧС 2022                    | -    | 69'            |
| 9-10-2021  | Стокгольм       | Швеція            | 3 – 0      | Косово             | Відбір до ЧС 2022                    | -    | кап. 45+1' 84' |
| 12-10-2021 | Стокгольм       | Швеція            | 2 – 0      | Греція             | Відбір до ЧС 2022                    | -    | 61' 83'        |
| 14-11-2021 | Севілья         | Іспанія           | 1 – 0      | Швеція             | Відбір до ЧС 2022                    | -    |                |
| 24-3-2022  | Стокгольм       | Швеція            | 1 – 0 д.ч. | Чехія              | Відбір до ЧС 2022                    | -    | 60' 72'        |
| 20-6-2023  | Відень          | Австрія           | 2 – 0      | Швеція             | Відбір до ЧЄ 2024                    | -    | 46'            |
| 12-9-2023  | Стокгольм       | Швеція            | 1 – 3      | Австрія            | Відбір до ЧЄ 2024                    | -    | 64'            |
| 16-10-2023 | Брюссель        | Бельгія           | 1 – 1      | Швеція             | Відбір до ЧЄ 2024                    | -    |                |
| 19-11-2023 | Стокгольм       | Швеція            | 2 – 0      | Естонія            | Відбір до ЧЄ 2024                    | -    | кап. 72'       |
| Усього     |                 | Матчів            | 70         |                    | Голів                                | 0    |                |